# Radio Sardegna
(Il primo annuncio)
Radio Sardegna fu la prima radio libera in Italia dopo venti anni di dittatura.

Nacque a Bortigali nel 1943 ed è stata la prima radio al mondo ad annunciare, da Cagliari il 7 maggio 1945, la fine della guerra in Europa.

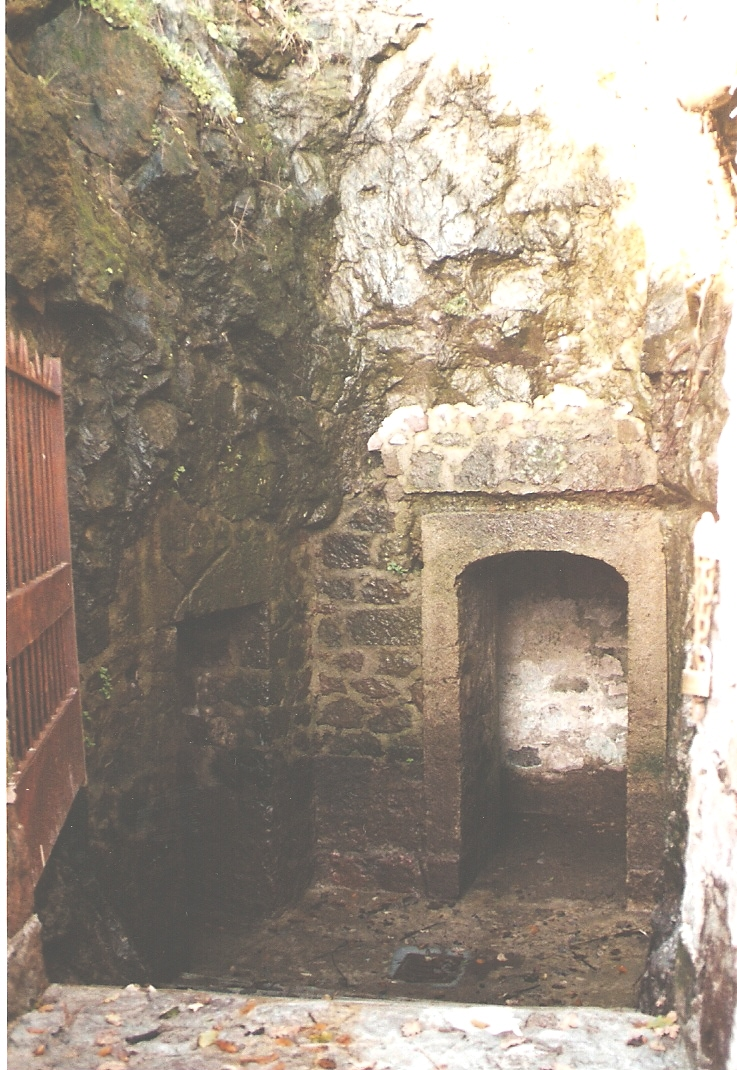
Bortigali: l'ingresso del rifugio antiaereo dove nacque Radio Sardegna

## Storia

### Le premesse
Dopo che gli alleati ebbero bombardato e distrutto Cagliari, nei mesi di febbraio e maggio del 1943, gli abitanti furono costretti a trasferirsi nei paesini dell'interno.
La Sardegna cadde in un periodo di isolamento: dalla penisola non arrivavano più le merci necessarie alla sopravvivenza della popolazione ed occorreva inoltre provvedere ai 200 000 soldati rimasti bloccati.

Il Comando supremo delle Forze armate della Sardegna, diretto a quel tempo dal generale Antonio Basso, aveva bisogno di un luogo fisso e lontano dai bombardamenti. Venne scelto Bortigali, piccolo centro del Marghine, situato ai piedi del monte Santu Padre. Scelta sicuramente non casuale o estemporanea, ma conseguente ad anni di presenze di reparti dell’esercito (ed anche di tutto il Comando nel 1940) nel territorio, sia per le normali esercitazioni, ma anche per studiare sul posto la posizione, la logistica e i “contatti” migliori per l’eventualità di un trasferimento “forzato” del Comando dalla sua sede di Cagliari. Posizione che doveva essere vicina alla “strategica” Macomer (diventata, soprattutto dopo la costruzione delle ferrovie alla fine dell’ottocento, nodo fondamentale per i trasporti) ma allo stesso tempo in qualche modo “defilata”. Ed in tal senso il Monte Santu Padre garantiva una sorta di protezione naturale.
Nell'aprile del 1943 la Divisione "Bari" venne schierata nella zona costiera di Oristano, mentre la 47ª Compagnia mista telegrafisti/marconisti venne distaccata a Bortigali e riassegnata al Comando Militare della Sardegna, per costituire la componente tecnica che permise successivamente di avviare le trasmissioni radio.

Qualche mese dopo il Comando, vi furono trasferite anche le strutture radiofoniche che resero possibile le comunicazione con le centrali romane e con le truppe sparse nell'isola.
La stazione radio, una R6 ad onde medie, fu posizionata a Birori, un paese vicino a Bortigali.

### Operazione Carne Tritata

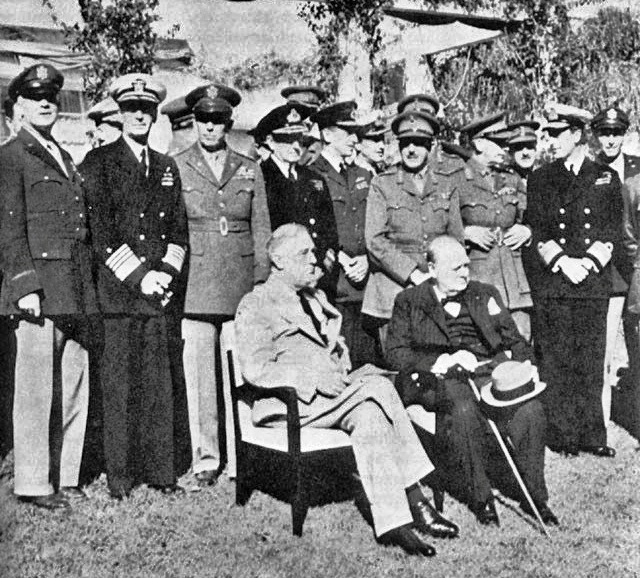
Il Presidente Roosevelt, il Primo ministro Churchill e alti ufficiali delle Forze alleate nel gennaio 1943 a Casablanca

Uno dei fatti che condizionò, anche se indirettamente, la nascita di Radio Sardegna, fu la Conferenza che ebbe luogo a Casablanca nel gennaio del 1943, quando si riunirono gli Stati Maggiori degli alleati con lo scopo di decidere da dove cominciare l'invasione dell'Europa (contemporaneamente si preparava lo sbarco in Normandia). Mentre Churchill preferiva la Sicilia, il generale Eisenhower era propenso ad occupare la Sardegna. Prevalse l'idea del primo, ma si volle comunque far credere che lo sbarco sarebbe avvenuto in Sardegna.

Per questo si mise in atto un'operazione, chiamata “Operazione carne tritata”, con la quale si fece trovare il cadavere di un ufficiale del servizio segreto inglese presso le coste spagnole, con legata al polso una borsa contenente i piani (falsi anche questi) dell'imminente invasione della Sardegna.

Di conseguenza i Comandi italo-tedeschi dovettero rafforzare le difese dell'isola, e per questo venne trasferita da Roma la radio R6 1942 onde corte, a quel tempo la più potente radiomobile d'Europa, che fu posizionata nel paesino di Lei, a circa 10 km da Bortigali. Al suo seguito arrivò anche il personale specializzato del X Raggruppamento Genio di Roma a supporto della  47ª Compagnia mista telegrafisti/marconisti, sotto il comando del tenente Bertini.

### Il debutto

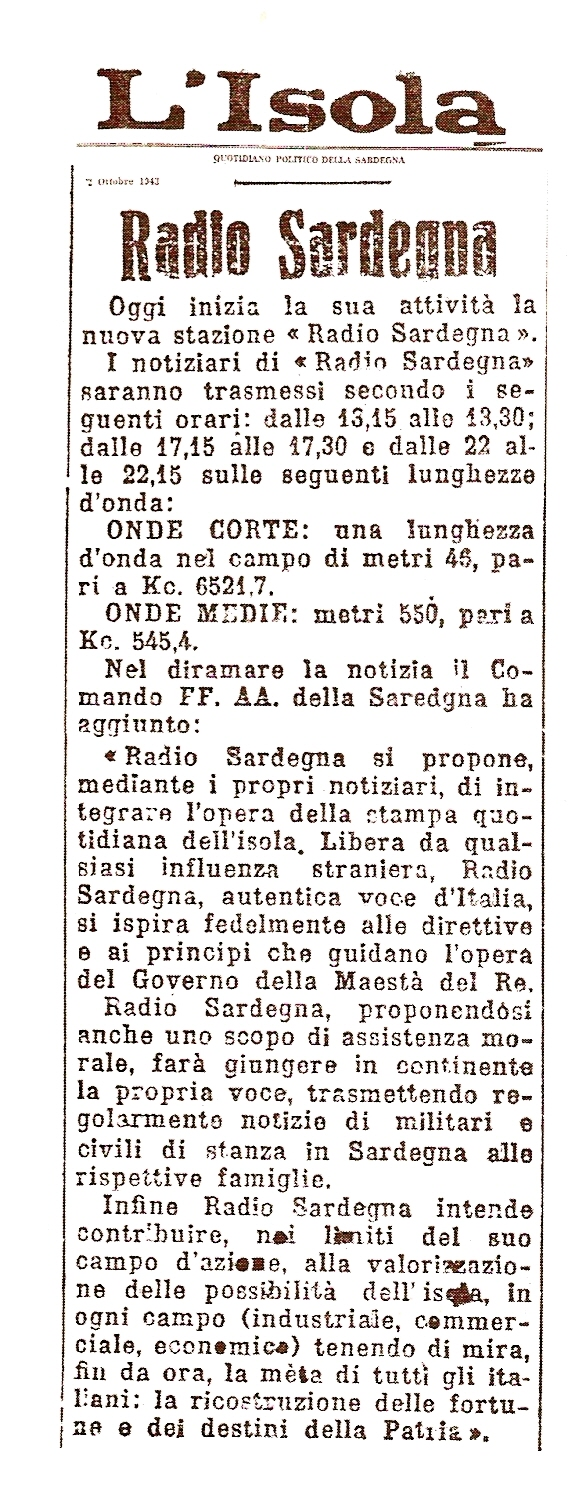
Articolo del quotidiano sassarese L'Isola del 2 ottobre 1943

Radio Sardegna entrò in funzione successivamente all'8 settembre, dopo che il tenente Bertini aveva spostato da Lei la R6 o.c., parcheggiandola in un oliveto alla periferia di Bortigali.
L'idea iniziale di utilizzare le due radio "inoperose" fu del Cap. Pio Ambrogetti, spalleggiato dal S.Ten. Walter Vannini, entrambi ex dipendenti dell'EIAR, che ebbero il permesso dal ten. Bertini. Lo scopo iniziale era quello di permettere il collegamento tra i soldati rimasti bloccati in Sardegna e i loro familiari, non essendo disponibili altri tipi di comunicazione.
Qualche settimana dopo intervennero come responsabili il capitano del Genio Emanuele Caddeo e il vicecapo di Stato Maggiore Enrico Cocco.

Ci fu un periodo di trasmissioni “ufficiose”, poi iniziarono le prove vere e proprie, prove che servirono per prepararsi al debutto ufficiale avvenuto, col beneplacito del Comando militare, il 2 ottobre, alle ore 13.15, quando Radio Sardegna inizia ufficialmente le sue trasmissioni.

Il quotidiano sassarese “L'Isola” scrive: 
 Il Comando delle Forze Armate diramò un comunicato per spiegare lo scopo di questa nascita:
In realtà il segnale iniziò ad essere nitido solo intorno al 10 ottobre. L’augurio finale del cronista il primo giorno di trasmissione recita:

### Trasmissioni
Iniziavano in questo modo: il Marconista Armando Migliorini dava due o tre giri di manovella al grammofono, faceva partire le prime note dell'inno "Cunservet Deus su Re", poi rialzava il braccio con la puntina e pronunciava la sigla: "Qui Radio Sardegna, libera voce d'Italia fedele al suo Re". Quindi Walter Vannini iniziava il suo notiziario radiofonico.

La prima trasmissione era formata solo da 3 notiziari, dalla durata di 15 minuti ciascuno (13.15, 17.15, 22.00), ma dal 17 ottobre i notiziari si ridussero a due e si aggiunsero due trasmissioni intitolate “Notizie da casa”.

Dal 15 novembre il tempo di trasmissione si ampliò e si infittì, i notiziari divennero 5, la trasmissione “Notizie da casa” divenne “Messaggi da e per il continente” (occupava 3 spazi da 15 minuti l'uno) e furono introdotte due trasmissioni musicali rese possibili da dischi raccolti fra i militari e fra gli stessi abitanti di Bortigali. In tutto si avevano 150 minuti di trasmissione.

### L’arrivo degli statunitensi a Bortigali
Quando gli americani sbarcarono in Sardegna vennero a sapere delle trasmissioni della Radio. Appena scoprirono il luogo di provenienza, inviarono sul posto alcuni membri della commissione di controllo del PWB sotto le direttive del "maggiore" Guido d'Agostino.

In un primo momento ebbero il sospetto che la radio servisse a trasmettere messaggi in codice ai fascisti sardi; per questo pensarono di chiuderla, anche perché con l'armistizio dell'8 settembre si era stabilito che nessuna radio potesse trasmettere senza la loro supervisione. Ma si limitarono a mettere al servizio della Radio del personale di loro fiducia (tra cui Jader Jacobelli e il primo direttore di Radio Sardegna Armando Rossini) e a chiudere la R6 a onde corte.

### Il trasferimento della Radio a Cagliari
Dopo l'arrivo degli americani e la conseguente chiusura della trasmittente a onde corte, Radio Sardegna passò un periodo non facile, in quanto ormai il segnale si sentiva solo in Sardegna e il servizio di collegamento tra militari continentali bloccati in Sardegna e le proprie famiglie fu interrotto.

Il fatto anche di trovarsi in una posizione marginale portò alla decisione di trasferire Radio Sardegna a Cagliari, e con essa la 47ª Compagnia Trasmissioni nel gennaio 1944, utilizzando una trasmittente più potente, da 5 kW.

Dopo il bombardamento Cagliari era caduta in uno stato di apatia, ma l'arrivo della Radio fu un segno di ripresa.

All'inizio le apparecchiature furono collocate in tre grotte del quartiere di “Is Mirrionis”, precedentemente servite come rifugi antiaereo.

Il cosiddetto “carrozzone” della R6 fu situato nella piazza d'Armi, in un edificio malandato che venne chiamato “il casermone”. Al piano superiore furono sistemati gli alloggi dei militari e gli studi.

I giornalisti erano gli stessi che avevano lavorato a Bortigali.

Più in avanti,  il ruolo di direttore della Radio, precedentemente occupato dal maggiore Rossini, passò in mano al capitano Carlo Sequi, poi al giornalista Mino Pezzi ed infine ad Amerigo Gomez che decise di ampliare i programmi e di assicurare un flusso regolare di finanziamenti in modo da rendere fattibili i progetti in corso.

A Cagliari la Radio crebbe sempre di più, ospitando diverse trasmissioni musicali (uno degli interpreti fu il noto Fred Buscaglione, a quei tempi militare a Sassari), politiche, religiose (la domenica il Cappellano Militare don Paolo Carta teneva le “prediche dal pulpito”). Dal 1944 Radio Sardegna trasmise tutti i giorni.

Nel maggio del 1945 l'emittente venne trasferita in una nuova sede, con locali moderni e spaziosi, in Viale Bonaria 124.

A Roma però si pensava di chiudere quella Radio autonoma; infatti, già da prima del famoso 7 maggio, arrivarono notizie sulla sua possibile soppressione.

Si presentò il problema del personale che, con la fine della guerra, si ridusse in seguito alla partenza dei militari continentali.
Ci fu un indebolimento del segnale, la lunghezza d'onda diminuì, ci furono scioperi del personale.
Radio Sardegna divenne "Radio Cagliari", fino ad arrivare al 1952 anno in cui la Radio perse la sua autonomia.

#### 7 maggio 1945: l’annuncio della fine della guerra

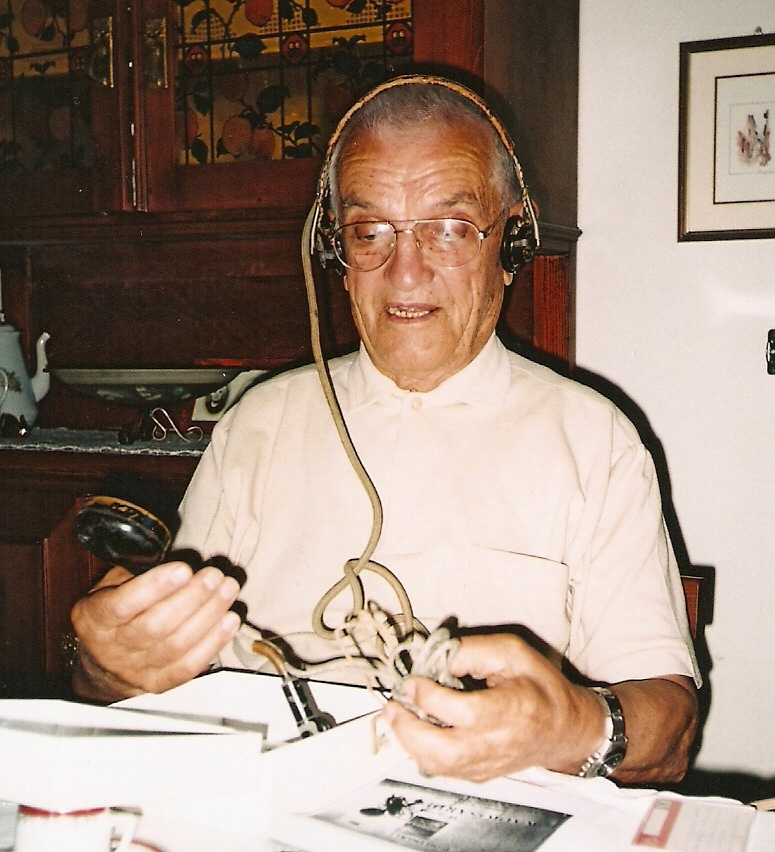
Quintino Ralli, a Bortigali nel 2008, indossa le cuffie con le quali captò la notizia della fine della guerra

È il 7 maggio 1945 quando Radio Sardegna annuncia per prima al mondo la fine della guerra in Europa: quel giorno, infatti, Alfred Jodl, Capo di Stato Maggiore del governo di Karl Dönitz, aveva firmato la resa della Germania.

Sono le 14/14.15. Uno dei marconisti della radio, Quintino Ralli, intercetta la trasmissione di una radio militare di Algeri nella quale si parla della resa dei tedeschi, dopodiché chiama il direttore Amerigo Gomez il quale, sentito anche lui l'annuncio, corre nella cabina di trasmissione assieme all'annunciatore Antonello Muroni, strappa letteralmente di mano il microfono a Franco Roberto (giovane annunciatore di turno in quel momento) e grida:
Quell'annuncio non era stato ancora diramato da nessun'altra radio: Radio Londra ne darà infatti testimonianza solo venti minuti più tardi.
Le normali trasmissioni quel giorno subiscono dei cambiamenti e la notizia viene ripetuta ogni dieci minuti per tutta la sera, ogni volta con qualche particolare in più intercettato dai telegrafisti.

Nonostante tutto questo, il giorno dopo nessun giornale raccontò il primato di Radio Sardegna.

### Radio Sardegna oggi
Oggi Radio Sardegna non esiste più.

Di quei primi mesi di Bortigali e Cagliari sono rimaste pochissime registrazioni: le prime sigle, gli annunci con l'apertura delle trasmissioni. Sono rimaste comunque le bobine degli anni successivi (conservate nell'Archivio Rai di Cagliari) e le testimonianze di alcuni dei protagonisti.

## Speakers
- Amerigo Gomez: giornalista e scrittore, divenne direttore di Radio Sardegna nell'ottobre del 1944, dopo che l'emittente si era trasferita a Cagliari. Voleva l'autonomia della Radio. Assieme all'annunciatore Antonello Muroni, fu il primo a dare l'annuncio della fine della guerra nel 1945.
- Antonio Basso : generale, comandante delle Forze Armate della Sardegna durante la II Guerra, di stanza a Bortigali dalla primavera del 1943. L'8 settembre ottenne l'allontanamento dei tedeschi dalla Sardegna senza spargimenti di sangue, grazie ad un accordo fatto con il generale tedesco Lungerhausen.[21] Per questo accordo fu processato e poi assolto.

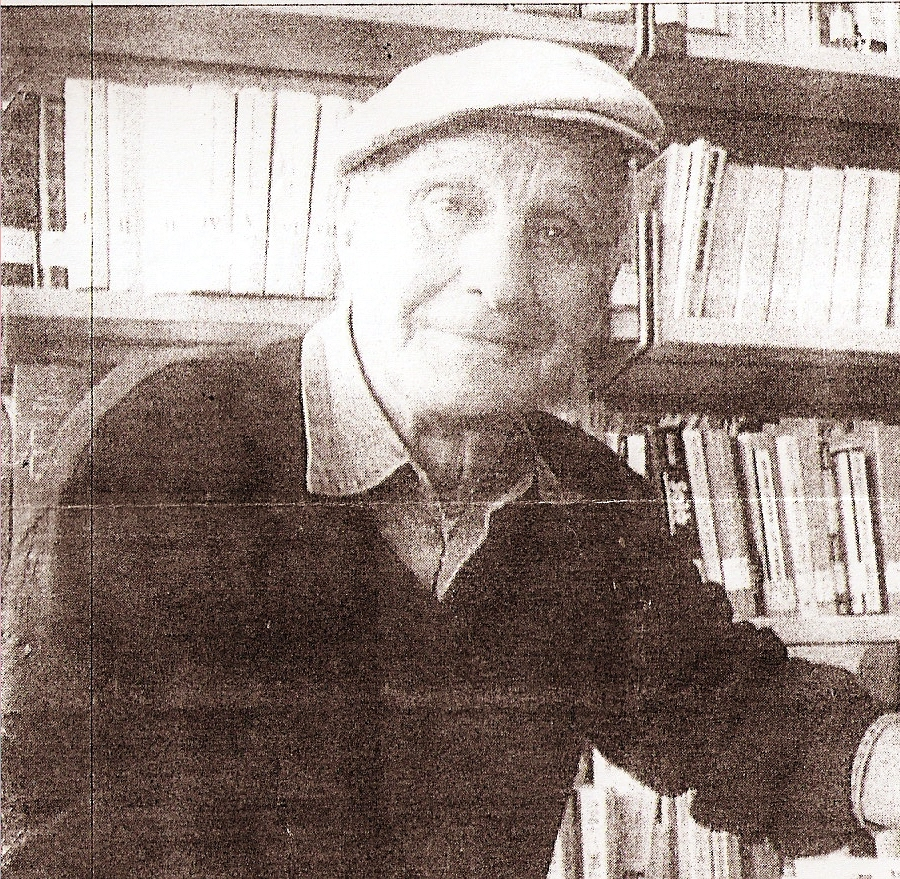
Armando Migliorini nel 2003, nella Biblioteca di Lastra a Signa

- Armando Migliorini: detto Marino. Radiotecnico, di Lastra a Signa. Arrivò il Sardegna il 20 giugno 1943, quasi in contemporanea alla R6 o.c.[4]. In quell'anno si trovava a Roma come graduato nel X Raggruppamento Genio di Monte Mario, ed è qui che ricevette l'ordine di partire per la Sardegna, destinato alla R6 o.m. di stanza a Birori. Fu lui il primo incaricato della lettura della sigla d'inizio delle trasmissioni.
Suo grande merito è stato quello di avere, con le "Memorie"[22] frutto di una lunga corrispondenza, aperto uno squarcio di luce sugli avvenimenti che precedettero e seguirono immediatamente la nascita di Radio Sardegna, rivendicando a più riprese l'attributo datole di Radio Libera[23].
- Armando Rossini: maggiore, giornalista di mestiere nella vita civile, fu il primo direttore di Radio Sardegna. Era stato capo dell'Ufficio stampa di Giolitti nell'Italia liberale e resocontista parlamentare di un giornale romano. Diresse la Radio fino al maggio del 1944.[24]
- Guido D'Agostino: italo-americano, scrittore, non era un militare anche se lo chiamavano “maggiore”. Era un civile arruolato nell'Office of War Information. A quei tempi aveva 34 anni e aveva pubblicato il suo romanzo Olive sull'albero di mele. Nel 1943, a Casablanca, passò al PWB. Arrivò in Sardegna ad ottobre del '43 e fu tra i primi americani a metter piede a Cagliari.[25]
- Jader Jacobelli (soprannominato “Dado”): bolognese, ufficiale dell'Aeronautica, laureato in Filosofia, aveva allora 25 anni. Trasferito a Bortigali da Cagliari dopo l'arrivo degli americani per collaborare alle trasmissioni, è considerato uno dei fondatori di Radio Sardegna. Fu lui a dare, successivamente però,  l'attributo “brada” a Radio Sardegna, radio ribelle e libera.

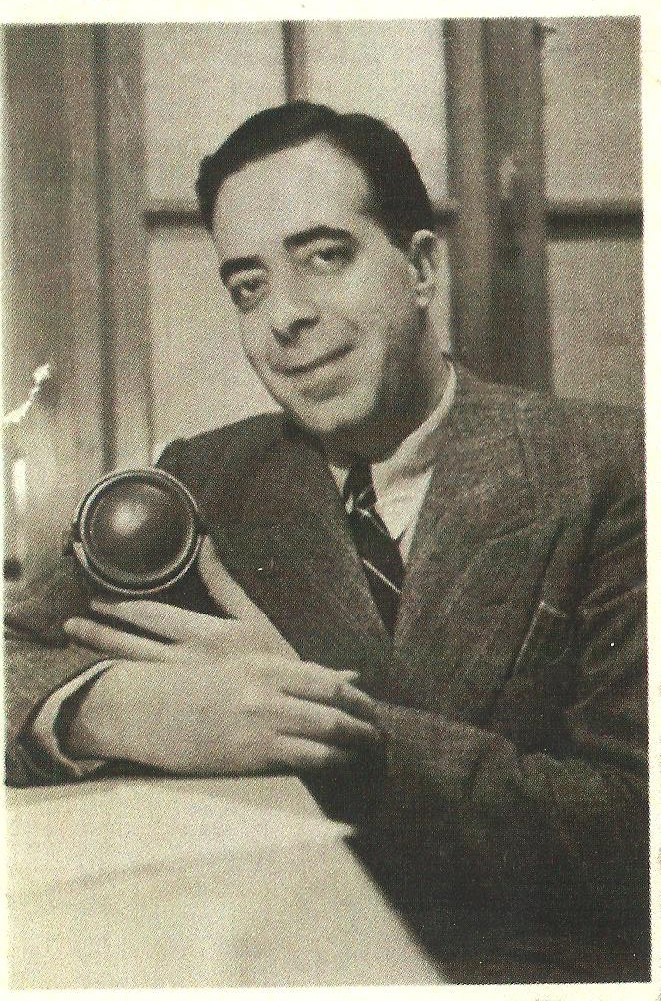
Pio Ambrogetti negli studi della Rai, a Roma nel 1947

- Pio Ambrogetti : capitano dei paracadutisti della Brigata "Nembo". Ex funzionario dell'EIAR, fu il primo a capire l'importanza della R6 o.c. nei giorni di confusione e isolamento in cui era caduta la Sardegna dopo l'armistizio ed a chiedere al Ten. Bertini di poter usare la radio per mandare messaggi alle famiglie dei militari. Divenne così, con Walter Vannini, il primo speaker di Radio Sardegna. Dopo la liberazione continuò a lavorare per la Rai.[26]

- Guido Martis : cagliaritano, laureato in Giurisprudenza, ufficiale dell'Esercito, aveva allora 25 anni. Unico sardo, insieme all'avvocato Carlo Sequi, tra i protagonisti di quell'avventura, alla fine della guerra divenne giornalista della Rai e negli anni Settanta direttore della sede della Sardegna.
- Quintino Ralli: radiotecnico specializzato, responsabile della manutenzione degli apparati del centro di ascolto, nel pomeriggio del 7 maggio del '45, a Cagliari, fu lui a intercettare la notizia della resa dei tedeschi. Nella sua casa sono ancora conservate le cuffie che usò per “spiare” Radio Algeri.
- Walter Vannini: sottotenente di fanteria. Pochi giorno dopo l'armistizio, diede praticamente il via alle trasmissioni, con la lettura dei primi notiziari. Nella vita civile era una delle voci dell'EIAR. Dopo l'esperienza a Radio Sardegna lavorò a Radio Firenze.

## Le radio

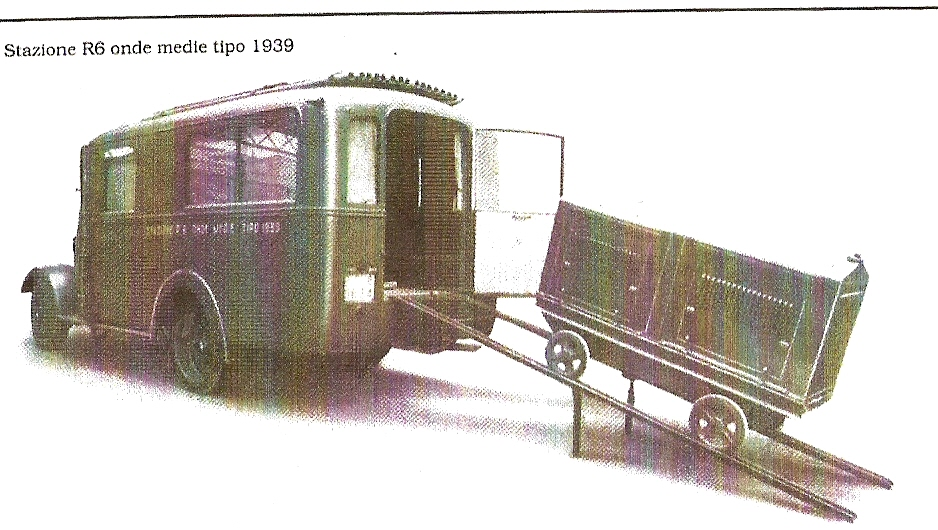
Un modello della radio R6 onde medie

La radio R6 1942 onde corte (potenza di 3 kW) aveva le dimensioni quasi di un pullman. Era divisa in due scompartimenti: in quello anteriore si trovavano i pannelli della trasmittente, mentre in quello posteriore erano sistemati gli apparecchi riceventi, il tavolo-scrivania del marconista con il “tasto” per le trasmissioni radiotelegrafiche, il tavolo col microfono per le trasmissioni radiofoniche. Il suo equipaggio era costituito da un maresciallo comandante e da una decina di specialisti vari. Al suo seguito viaggiava anche un camion per i servizi necessari al funzionamento.

La radio R6 onde medie (potenza 1 kw) era di dimensioni un po' inferiori alla R6 o.c.; funzionava solo per il traffico radiotelegrafico, mancando della parte radiofonica. Al suo interno era collocato un divano per il riposo del marconista nei momenti di pausa, un mobiletto con un telefono, una stufetta, un fornellino e attrezzature varie. Il personale era più ridotto, perché non svolgeva compiti operativi (suo compito era di coprire il traffico telegrafico col Comando Supremo di Roma).

Dopo l'armistizio vennero entrambe trasferite a Bortigali. Sistemate in un terreno agricolo alla periferia del paese, vennero collegate subito dopo con la "cabina di trasmissione" ricavata in una delle stanze del rifugio antiaereo (la primissima cabina era stata proprio la R6 o.m. quando si trovava ancora a Birori).

## Luogo di nascita

### Bortigali

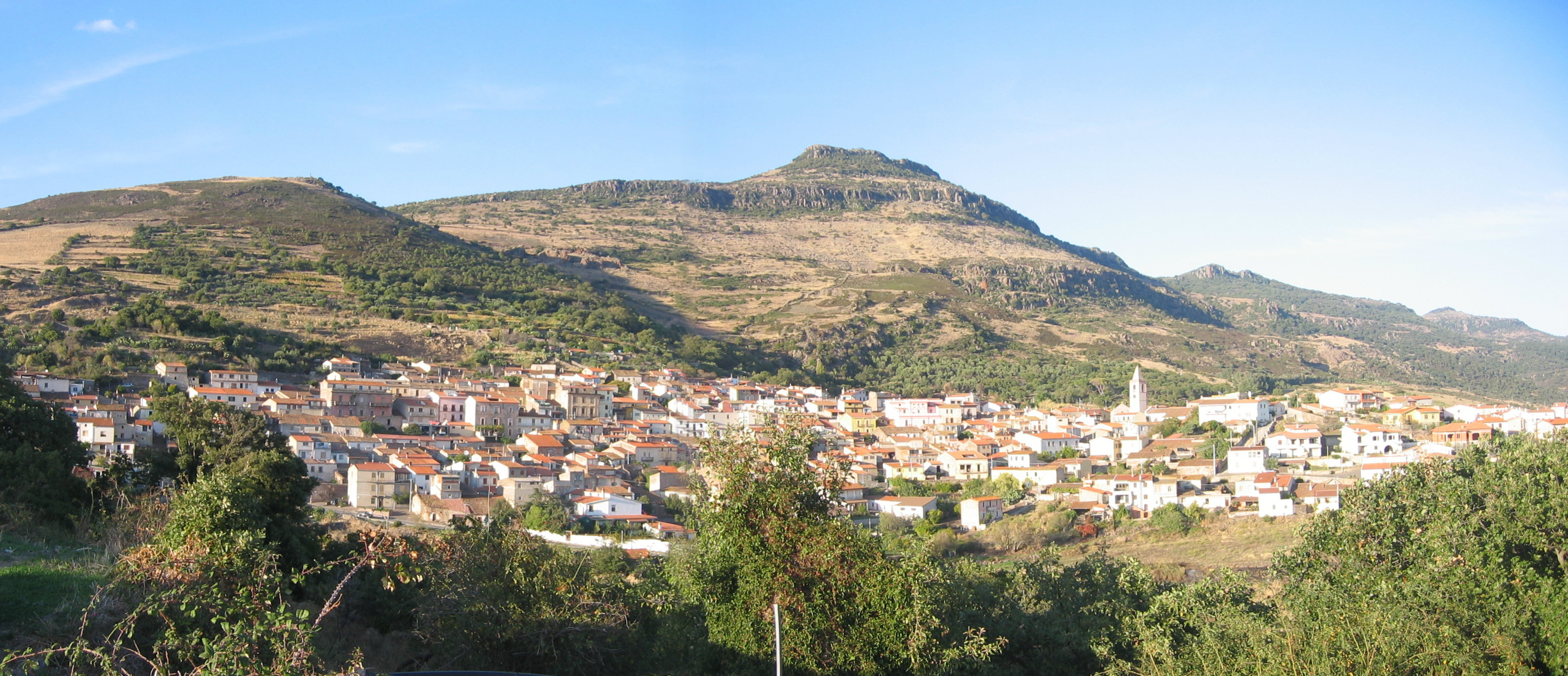
Panorama di Bortigali e del monte Santu Padre

Bortigali, un piccolo paese al centro del Marghine, vive, come in quel lontano 1943, soprattutto di pastorizia e agricoltura e conta attualmente circa 1 342 abitanti.

In quel periodo gli uomini bortigalesi erano in guerra e per questo le donne dovevano svolgere i lavori nei campi e accudire il bestiame. I figli aiutavano, anche se erano piccoli. La mancanza di cibo si faceva sentire, era inoltre proibito avere delle provviste in casa (si rischiava l'arresto). Spesso si scambiavano merci con i numerosi militari, italiani e tedeschi, che vi risiedevano: in cambio di latte, formaggi e uova si ricevevano cioccolato e sigarette.

Si trova ai piedi del monte Santu Padre (1025 m s.l.m.), che a quei tempi era importante strategicamente per la protezione del paese dai bombardamenti aerei. 

Molte case vennero requisite per alloggiare gli ufficiali, per i soldati si montarono tende alla periferia del paese, mentre l'edificio che ospitava le scuole elementari (il rifugio dista un centinaio di metri), dedicate all'eroe di guerra Ignazio Salaris, diventò il centro operativo.

### Il rifugio

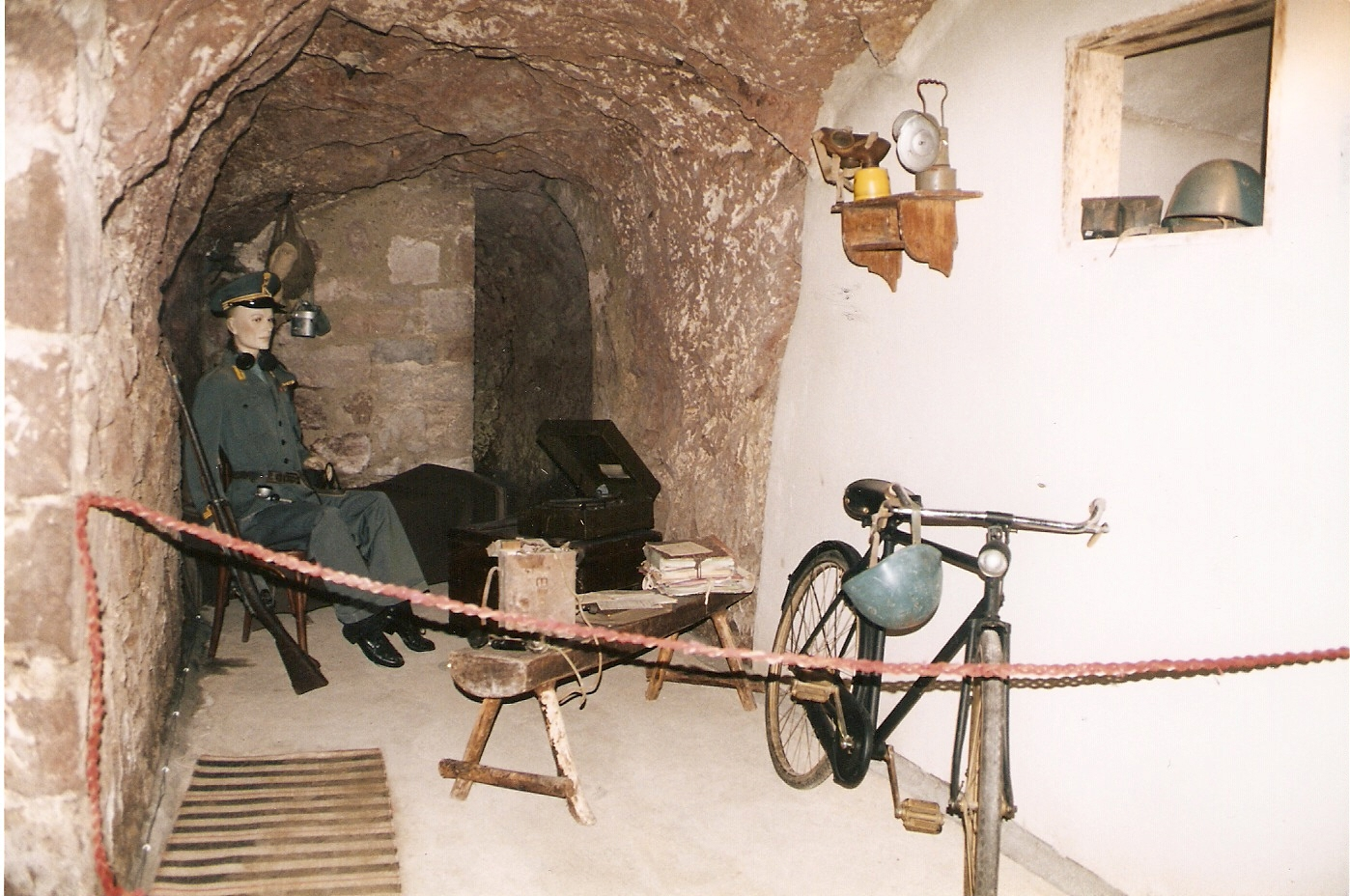
Un angolo del rifugio in occasione della Mostra per i 60 anni di Radio Sardegna.

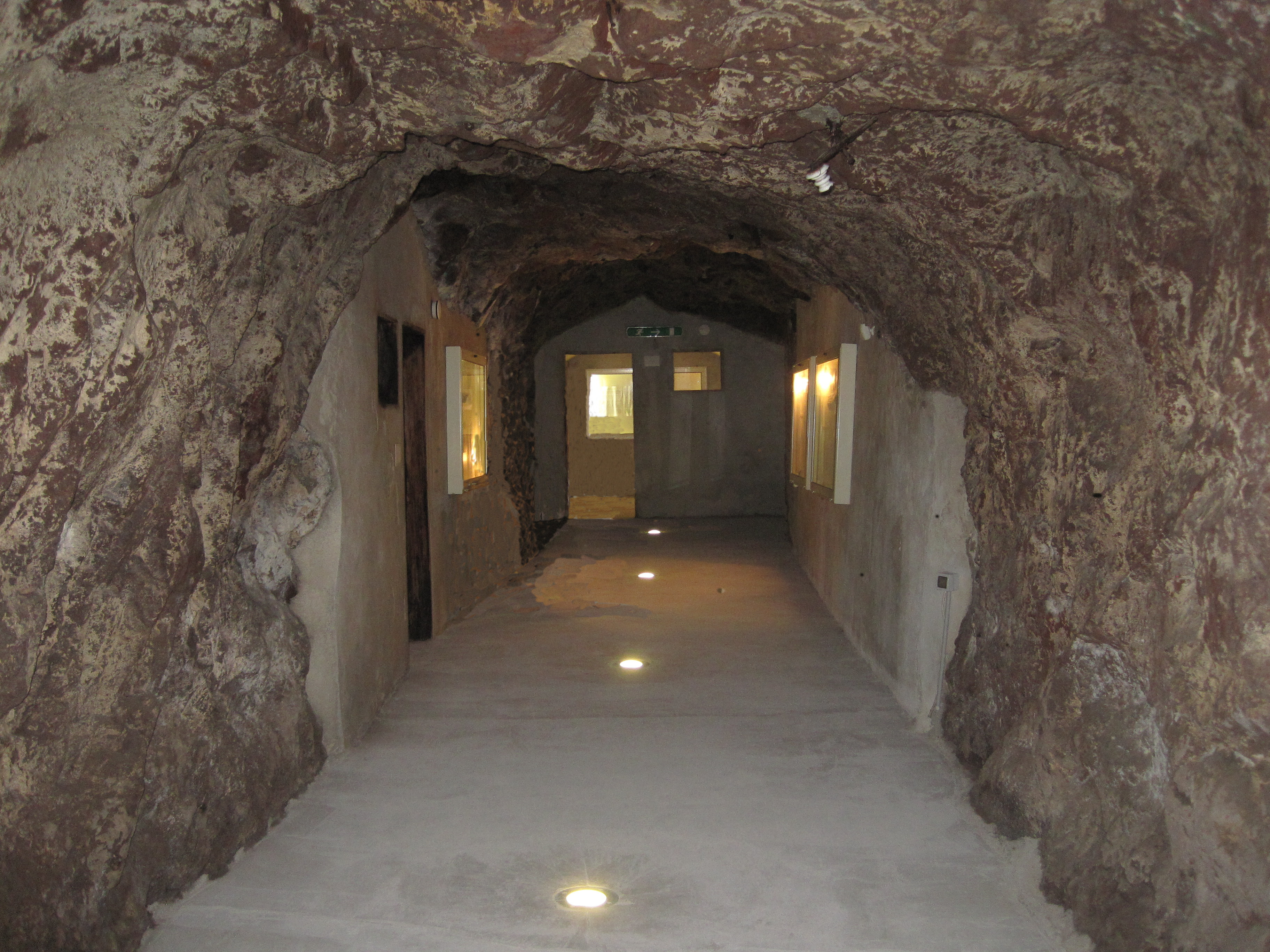
Corridoio del Rifugio

Venne fatto costruire dal Comando militare nella primavera del 1943, scavando un banco di trachite posto nelle immediate adiacenze della sede del Comando stesso. È formato da un lungo corridoio e da cinque stanze per complessivi 125 m². Una di queste stanze venne adibita a "cabina di trasmissione" (i microfoni, per evitare le interferenze, dovevano essere collocati lontano dalle radiotrasmittenti) dopo che le due radio furono trasferite in uno spiazzo agricolo alla periferia del paese.

Ancora oggi si notano le tracce arrugginite del vecchio impianto elettrico. Il comune lo ha di recente ristrutturato,  e dovrebbe diventare sede di un museo che ricordi quei giorni del 1943 in cui Bortigali era in qualche modo "capitale" della Sardegna.